# Antoine-François Brisson
Antoine-François Brisson (* 25. Oktober 1728 in Paris; † 1796 Lyon) war ein französischer Advokat und Enzyklopädist des 18. Jahrhunderts.

## Leben und Wirken
Er war in Lyon Inspektor des Handels und der Manufakteure, Inspecteur du commerce et des manufactures de la généralité de Lyon.
Brisson war Mitglied der Akademie von Lyon, Académie des sciences, belles-lettres et arts de Lyon er veröffentlichte 23 Manuskripte über verschiedene Themen, an der Académie de Villefranche, der Société économique de Berne  und für die Sociétés d’agriculture de Beauvais et de Lyon. Er hatte einen Sohn den Barnabé Brisson (1777–1828).
Er schrieb den Artikel über die Leinwandfabrikation, toilerie für die Encyclopédie von Denis Diderot und Jean-Baptiste le Rond d’Alembert.